# Brevipecten tessenei
Brevipecten tessenei is een vlinder uit de familie spinneruilen (Erebidae). De wetenschappelijke naam is voor het eerst geldig gepubliceerd in 1939 door Berio.
De soort komt voor in tropisch Afrika.